# (313) Chaldée
(313) Chaldée ((313) Chaldaea) est un astéroïde de la ceinture principale découvert par Johann Palisa le 30 août 1891 à Vienne.